# Shinobu Akiyama
Pour les articles homonymes, voir Akiyama.
Shinobu Akiyama (秋山 忍, née en 1957 à Tokyo) est une botaniste japonaise qui travaille au jardin botanique de Tsukuba. Elle est spécialiste de la taxonomie des spermatophytes, en particulier du plateau tibétain et des montagnes himalayennes,,,,.
L'abréviation S.Akiyama est utilisée pour la mentionner comme auteur, lors de la référence à un nom de plante.
En mars 2019, elle est l'autrice ou l'une des auteurs de 170 noms de taxons dans l'International Plant Names Index, une importante base de données sur les noms des végétaux.

## Travaux
- (en) Shinobu Akiyama, Revision of the genus lespedeza section macrolespedeza., Univ Of Tokyo Press, 1988 (ISBN 9780860084297, OCLC 233618928)
- (en) Shinobu Akiyama et Mark F Watson, Flora of Nepal. Vol. 3 Vol. 3, Royal Botanic Garden Edinburgh, 2011 (ISBN 9781906129798, OCLC 838869663)
- (en) Shinobu Akiyama, Proceedings of the Fifth and Sixth Symposia on Collection Building and Natural History Studies in Asia and the Pacific Rim, National Science Museum, 2004 (OCLC 767540256)
- (en) Shinobu Akiyama et Hideaki Ōba, Catalogue of the type specimens preserved in the Herbarium, Department of Botany, the University Museum, the University of Tokyo. Part 8, Part 8, The Museum, 2001 (OCLC 864699844)
- Shinobu Akiyama et Hideaki Ohba, Violaceae, 2001 (OCLC 174879092)
- (en) Akiyama et Ohba, « The branching of the inflorescence and vegetative shoot and taxonomy of the genusKummerowia (Leguminosae) », The Botanical Magazine Tokyo, vol. 98, no 2,‎ 1985, p. 137–150 (ISSN 0006-808X, OCLC 4654828570, DOI 10.1007/BF02488793)